# Pierre Vogel
Pierre Vogel (nacido el 20 de julio de 1978), también conocido como Abu Hamza (en árabe: أبو حمزة‎ ) es un predicador islamista alemán y ex-boxeador profesional.

## Biografía y carrera boxística
Vogel nació en Frechen. Se hizo boxeador profesional a la edad de 22, luchando brevemente (durante dos años) como peso crucero para el club Sauerland y tuvo siete encuentros sin derrota.

## Religión

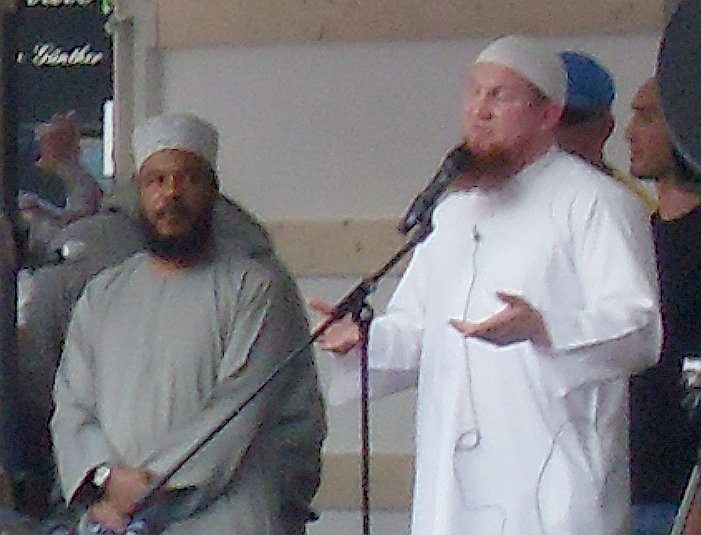
Pierre Vogel (der.) y Bilal Philips hablando en un rally en Fráncfort, abril de 2011

Vogel se convirtió al Islam en 2001 y poco después tomó cursos en estudios islámicos en Alemania, y posteriormente estudió en Medina. Está considerado como uno de los islamistas más influyentes de Alemania.

## Vida privada
Vogel está casado con una mujer marroquí musulmana y es el padre de tres niños.

## Percepción en los medios de comunicación
Ha sido descrito en un informe de los medios alemanes  como "musulmán radical", mientras que Matthias Matussek, autor y comentarista para Spiegel On-line, le describió como el representante de la "variante Nazi oscura" del Islam en Alemania.
Cuando apareció en un rally musulmán en Dillingen, Sarre, el 25 de abril de 2010,  declaró que la poligamia es legítima debido a que  hay más mujeres que hombres en Alemania.
En enero de  2016, Vogel compartió un vídeo que proporcionaba los detalles personales de una mujer que declaraba haber sido violada por hombres de aspecto del Medio Oriente en Colonia, acusándola de falsificar su historia para dañar la imagen del Islam. El creador del vídeo lo eliminó después de que la víctima lo demandó.